# Paul-Henri de Le Rue
Pour les articles homonymes, voir de Le Rue.
Paul-Henri de Le Rue, né le 17 avril 1984 à Lannemezan, est un snowboarder français spécialisé dans l’épreuve du snowboardcross.  Ses frères, Xavier de Le Rue et Victor de Le Rue, s’illustrent dans la même catégorie.

## Carrière
Inscrit au ski-club dès son plus jeune âge[Quand ?], Paul-Henri de Le Rue a 8 ans lorsqu'il découvre le snowboard.[réf. nécessaire]
En 2004, il devient champion du monde junior. 2 ans plus tard, aux Jeux olympiques de Turin, il remporte la médaille de bronze dans cette discipline. Il est six fois sur le podium lors de différentes étapes de coupes du monde, entre 2005 et 2011. 
En 2010, il intègre le dispositif Athlètes SNCF en tant que Chargé de Communication à Toulouse.

## Palmarès

### Jeux olympiques d'hiver
- Médaille de bronze en 2006 à Turin,  Italie ;
- 4e en 2014 à Sotchi,  Russie.

### Championnat du monde
- 5e en 2007 à Arosa,  Suisse ;
- Médaille d'or Junior en 2004.

### Coupe du monde
- Médaille de bronze en 2011 à Arosa,  Suisse ;
- Médaille de bronze en 2010 à Lech am Arlberg,  Autriche ;
- Médaille d'argent en 2008 à Stoneham,  Canada ;
- Médaille de bronze en 2005 à Wistler BC,  Canada ;
- Médaille de bronze en 2005 à Tandadalen,  Suède ;
- Médaille d'argent en 2005 à Lake Placid,  États-Unis.

### Coupe d'Europe
- Médaille de bronze en 2004 à Moelltaler Gletscher,  Autriche.

### Championnat de France
- Médaille d'argent en 2013
- Médaille d'argent en 2012
- Médaille d'argent en 2006 (devancé par Ludovic Guillot-Diat)